# Ochákov
Ochákov (en ruso: Очаков), oficialmente llamada  Ochákiv (en ucraniano: Очаків), es una ciudad ucraniana perteneciente al óblast de Nicolaiev. Situada en el sur del país, forma parte del raión de Nicolaiev y es centro del municipio (hromada) de Ochákov. La ciudad es uno de los principales puertos de Ucrania.

## Toponimia
El nombre de la ciudad en otros idiomas regionales son los siguientes: en tártaro de Crimea: Özü; en turco: Özü; modernamente en rumano: Oceac u Oceacov, pero Vozia en el rumano medieval de los moldavos.

## Geografía
Ochákov se sitúa en una península en la desembocadura del río Dniéper, a orillas del limán del Bug y Dniéper. Entre el cabo de Ochákov y la península de Kimburn hay sólo 3,6 km. La ciudad se encuentra 59 km al suroeste de Nicolaiev y a 67 km al este de Odesa.

## Historia

### Época grecorromana y medieval
Ochákov se encuentra en el sitio de la antigua Alektor (en griego antiguo: Ασπρόκαστρον), población que se desarrolló a partir de una antigua fortaleza griega. Alektor estaba cerca de Olbia, una antigua colonia de Mileto, fundada en el siglo VII d. C.
Alektor pasó a formar parte de la provincia romana de Mesia Inferior a la postre de las guerras mitridáticas. En época romana el lugar consistía de puerto, fortaleza y posiblemente estación naval, pero habría sido abandonada ya a partir del siglo III d. C. a causa de las guerras góticas.
Durante la Edad Media, formaba parte del gobierno rumano de Brodnici. Vozia cayó bajo el dominio tártaro en la época de la invasión mongola de Europa.
Alejandro I de Moldavia y su aliado el gran duque Vitautas del Gran Ducado de Lituania liberaron el territorio de Vozia y se construyó de nuevo una fortaleza cerca a las ruinas de Alektor. Más tarde, la fortaleza será mencionada en las crónicas rusas como Dáshiv. En el siglo XIV los hermanos Senarega, comerciantes y guerreros genoveses, habían instalado un castillo en el lugar llamado Lerici, muy cerca de la ciudad de Vozia. Era un buen punto para el comercio con rumanos y tártaros, pero la interferencia de la familia Senarega en los asuntos internos del principado de Moldavia hizo que los moldavos de Cetatea Albă les arrebataran el castillo en 1455. Eventualmente, Dáshiv arrebatada por los tártaros al final del siglo XV.

### Época turca
El sitio fue fortificado nuevamente por los tártaros en 1492, quienes le llamaron Cankerman (también en tártaro de Crimea: Qara Kermen, lit. 'fuerte negro'). La fortaleza cayó bajo el dominio otomano en 1528, quienes le renombraron Achi-Kale (en turco: Achi-Kale, lit. 'fuerte angulado').  La fortaleza controlaba el acceso a la costa entre los ríos Bug y Dniéster, y sus dimensiones fueron triplicadas durante el primer siglo de gobierno otomano, merced a la construcción de un bajo castillo en la playa y de su unión con el original alto castillo por medio de un mutuamente colindante castillo medio, antes de 1630.
Posteriormente se convirtió en el centro de un sanjak otomano que incluía Jayidereh (hoy Ovídiopol), Jadjibey (Odesa) y Dubosary, así como unas 150 aldeas, y la provincia de Silistra, a veces llamada provincia de Özi, a la que pertenecía. Más tarde, Jadjibey se convirtió en centro de un sanjak propio.
En 1600 Miguel el Valiente, príncipe de Valaquia, tomó el control de la ciudad por un corto tiempo. Giovanni Battista Malbi señaló en 1620 que la ciudad y la tierra de Vozia, aunque gobernadas por los tártaros, estaban habitadas por rumanos, describiéndolos como de religión ortodoxa y una lengua latina-italiana corrupta, con influencias eslavas, como en aquellos tiempos. La antigua lengua eslava era la lengua de la iglesia en todos los países rumanos. La misma nota étnica la hizo Niccolo Barsi de Lucca en el mismo siglo o Lawryn Piaseczynski (secretario del rey polaco Segismundo III Vasa). Daniel Krman escribió que, además de los turcos y tártaros (conquistadores de Vozia), la ciudad estaba habitada por rumanos y varios comerciantes griegos.
La ciudad era capital de su propia provincia, y pasó a ser la más importante defensa turca en todo el norte del mar Negro contra los cosacos, que a menudo atacaban desde Zaporiyia, pero eventualmente también desde el Don, especialmente a partir de la segunda mitad del siglo XVI y a lo largo del siglo XVII.
El rey Carlos II se refugió en Ochákov en 1709 por varios días después de su derrota de Poltava.  Ochákov fue visitada en 1786 por Francisco de Miranda, quien observó que «la fortaleza que está bastante bien construida, con sólidos baluartes, gran foso y camino cubierto. Además, hay una estacada y foso que circunda todo el lugar», y alabó a policía otomana, que iba armada con solamente bastones, por la tranquilidad con que se vivía. José II de Austria visitó Ochákov en 1787 y juzgó las murallas suficientes para controlar el acceso al río.

### Época rusa

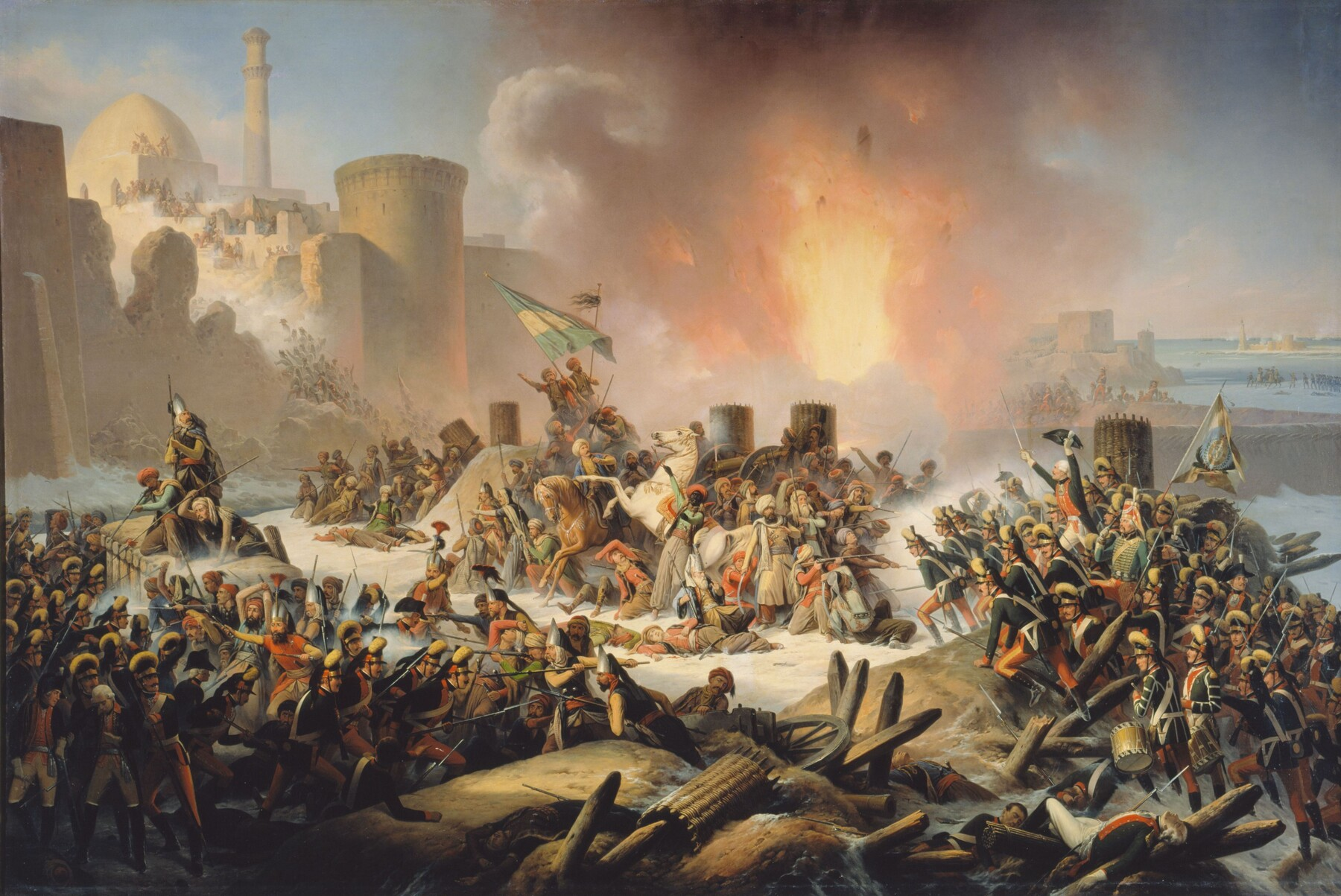
Asedio de Ochákov, por January Suchodolski (1853)

Durante el siglo XVIII, Ochákov fue lugar de diversas batallas navales y sufrió dos asedios por parte del Imperio ruso, que lo consideraba un lugar estratégico para controlar el mar Negro. El primer asedio se produjo en 1737, pero la conquista rusa fue efímera y la ciudad fue reconquistada en 1739 por los otomanos. En 1788, durante la guerra ruso-turca (1787-1792), Ochákov fue nuevamente conquistada por las fuerzas de la zarina Catalina II de Rusia . Potemkin dispuso un asedio de seis meses a Ochákov con 50 000 tropas, por Aleksandr Suvórov y su general de origen español, José de Ribas. Se credita también la toma a Fiódor Ushakov, quien ahuyentó de Ochákov a la flota superior turca merced a su victoria en la batalla de Fidonisi.  También el escocés John Paul Jones participó en las acciones navales previas a la toma de Ochakov.  El tratado de Jassy que puso fin a la guerra integró oficialmente la ciudad en el Imperio ruso.
Inicialmente, el Imperio ruso planeó establecer una "Nueva Moldavia" como punto de atracción para los rumanos de Moldavia, Valaquia y otras áreas de habla rumana. Los rumanos se convirtieron en una minoría en el área como resultado de la política de asentamiento eslavo del Imperio ruso.Después de la conquista rusa, la ciudad creció rápidamente y su puerto se convirtió en un importante centro comercial y de la industria pesquera. En 1879, el filántropo John Howard visitó la prisión de Ochákov, de la cual opinó: «incluso un corazón de piedra debería sangrar ante semejante espectáculo».
En el contexto de las hostilidades de la guerra de Crimea, en febrero de 1855 la Marina Real británica anunció el bloqueo de Ochákov, así como del resto de los puertos rusos del mar Negro, por fuerzas navales anglo-francesas.  En la batalla de Ochákov que ocurrió durante éste conflicto, las baterías flotantes de las embarcaciones a vapor y a vapor y vela neutralizaron la fortaleza terrestre de la ciudad mediante el bombardeo, mientras que la artillería rusa no les hizo mella a los navíos.La fortaleza de Kimburn, frente a Ochákov, fue capturada el 17 de octubre de 1855 durante la batalla de Kimburn. La fortaleza permaneció en manos anglo-francesas durante los meses restantes de la guerra, mientras que los rusos abandonaron Ochákov y destruyeron el fuerte ubicado allí. Después de esa guerra, las defensas costeras alrededor de Ochákov fueron reconstruidas y reforzadas.
Rusia fomentó la colonización de este territorio con ucranianos, rusos y alemanes de modo que, en 1900, los rumanos representaban sólo entre el 10 y el 25 % de la población de la región. Posteriormente, la población rumana fue asimilada por la ucraniana.

### Época soviética
Con el establecimiento del estado ucraniano como República Popular de Ucrania, el nombre ucraniano de la ciudad se hizo oficial. Ochákov formó parte de la República Socialista Soviética de Ucrania dentro de la Unión Soviética tras la revolución rusa. Durante el Holodomor, murieron al menos 160 habitantes de la ciudad y en 1938, se le concedió el estatus de ciudad.
Durante la Segunda Guerra Mundial, Ochákov estuvo ocupada por Rumania entre 1941 y 1944. Esta fue la primera vez en la historia de la ciudad que Anton Golopenția realizó la investigación etnológica y sociológica de los supervivientes rumanos de Ochákov.
En la década de 1980 se inició la construcción del canal Dniéper-Buzka; se vertió la estructura hidrotécnica oriental (con una superficie de 27 hectáreas), lo que provocó numerosas protestas de los ciudadanos.

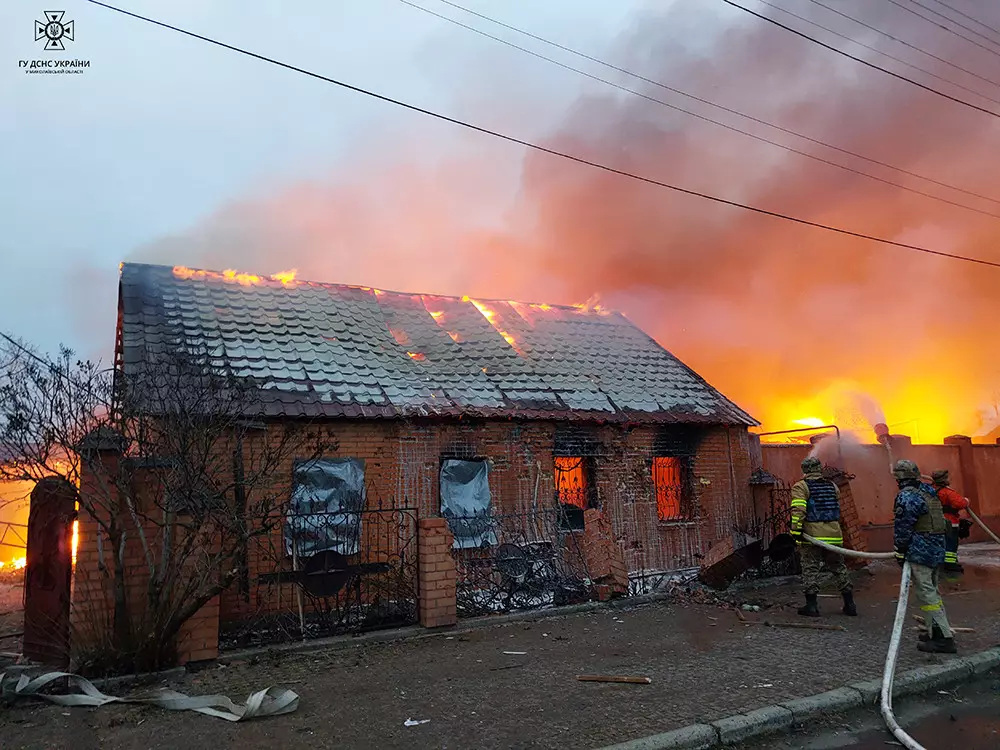
Casa en llamas tras un bombardeo el 14 de febrero de 2023

### Época ucraniana
Hasta el 18 de julio de 2020, Ochákov fue el centro administrativo del raión de Ochákov. El raión se abolió en julio de 2020 como parte de la reforma administrativa de Ucrania, que redujo el número de rayones del óblast de Nicolaiev a cuatro. El área del raión de Ochákiv se fusionó con el raión de Nicolaiev.
Con el comienzo de la invasión rusa de Ucrania en febrero de 2022, el puerto de Ochákov fue minado y, tanto los defensores ucranianos como los invasores rusos se culparon mutuamente del hecho. En mayo Rusia, que había mantenido un bloqueo naval completo, anunció la habilitación de corredores de escape para las embarcaciones extranjeras retenidas en Ochákov y otros puertos desde el inicio de las hostilidades.  Según el gobierno ucraniano, Rusia habría bombardeado la ciudad de Ochákov en numerosas ocasiones a lo largo de la guerra.
En 2023, una ciudadana de Ochákov fue capturada por las fuerzas ucranianas mientras transmitía información sobre la ubicación del presidente Volódimir Zelenski.

## Demografía
El monje italiano Niccolò Barsi de Lucca en 1639 reportó que había "muchos moldavos" [rumanos] en Ochakov.  El superintendente Daniel Krmann en 1709 describió a la población de Ochakov como "habitada por Valacos [rumanos], tártaros, griegos y turcos". El consejero ruso Paul Sumarocov, describiendo las poblaciones del entorno de Ochakov en 1799, las describe como "principalmente moldavos y griegos, con pocos rusos" y como "pequeños rus, moldavos, munteni [valacos], judíos y gitanos;" y como "moldavos, griegos, búlgaros, judíos, y unos cuantos rusos"; el historiador rumano Giurescu concluye que había una «significativa población rumana» entre los s. xvii-xviii.

La evolución de la población de Ochákov entre 1859 y 2022 fue la siguiente:
| 10 786                                                        | 4702 | 4674 | 7600 | 8473 | 12 529 | 14 918 | 18 976 | 16 929 | 15 551 | 14 553 | 14 618 | 13 663 |
| (Fuente: Cities & Towns of Ukraine y UKRAINE: Größere Städte) |      |      |      |      |        |        |        |        |        |        |        |        |

Según el censo de 2001, la lengua materna de la mayoría de los habitantes, el 70,31 %, es el ucraniano; del 28,49 % es el ruso.

## Economía
Actualmente Ochákov es una ciudad turística y un puerto pesquero. El personal militar representa aproximadamente un tercio de la población local.

## Infraestructura

### Arquitectura, monumentos y lugares de interés
Ochákov aloja un museo del teniente Schmidt en las instalaciones donde él y sus co-insurrectos de la revolución de 1905 estuvieron presos y fueron juzgados. Existe así mismo un museo histórico-militar de Ochákov, ubicado en una mezquita del s. xviii, cercano a los mejor preservados muros de la fortificación turca (de los que no queda mucho); inmediato al museo es también visible un segmento del foso que le rodeaba.

### Militar
Ochákov alberga el Centro de Operaciones Marítimas de la Armada de Ucrania, uno de varios edificios construidos por las fuerzas estadounidenses a finales de la década de 2010. El lugar fue atacado durante la invasión rusa de Ucrania.

### Transporte
La ciudad de Ochákov está unida por la carretera T-1513 con Nicolaiev.
Ha habido puerto en Ochákov desde el tiempo de los griegos, en las aguas protegidas del limán del Bug y Dniéper.  En los 1880 se propuso el canal de Perekop que habría acortado el recorrido del cabotaje entre Mariúpol y Ochákov (u Odesa) en 139 millas y habría permitido a la marina de guerra desplazar barcos sin exponerlos a fuego enemigo en el mar Negro, circundando la Crimea. Se presupuestaron 85 millones de rublos y debía completarse en cinco años. Ya en 1904, el puerto de Ochákov inauguró señalización para la navegación marítima nocturna usando lámparas eléctricas incandescentes, que no eran comunes en la época.

## En el arte y la literatura
- El jardinero de Ochákov,[49] novela satírica del 2013 cuya trama se desarrolla en Ochákov,[50] y cuyo autor es el ruso-ucraniano Andréi Kurkov.[51]
- El barón Munchausen vive imaginarias aventuras en Ochákov en la novela infantil de Rudolf Erich Raspe; el verdadero Münchhausen peleó en asalto de Ochákov de 1737.[52]
- En Guerra y Paz de Tolstói, uno de los protagonistas, Andréi Bolkonsky, lleva a la batalla de Austerlitz las «dos pistolas turcas y una gran espada que su padre le había traído de Ochákov».[53]

## Personas ilustres
- Rufin Sudkovski (1850-1885): pintor paisajista imperial ruso especializado en escenas navales y marítimas.
- Yevguenia Bosh (1879-1925): política comunista ucraniana, activista bolchevique y miembro del gobierno soviético en Ucrania.

## Galería

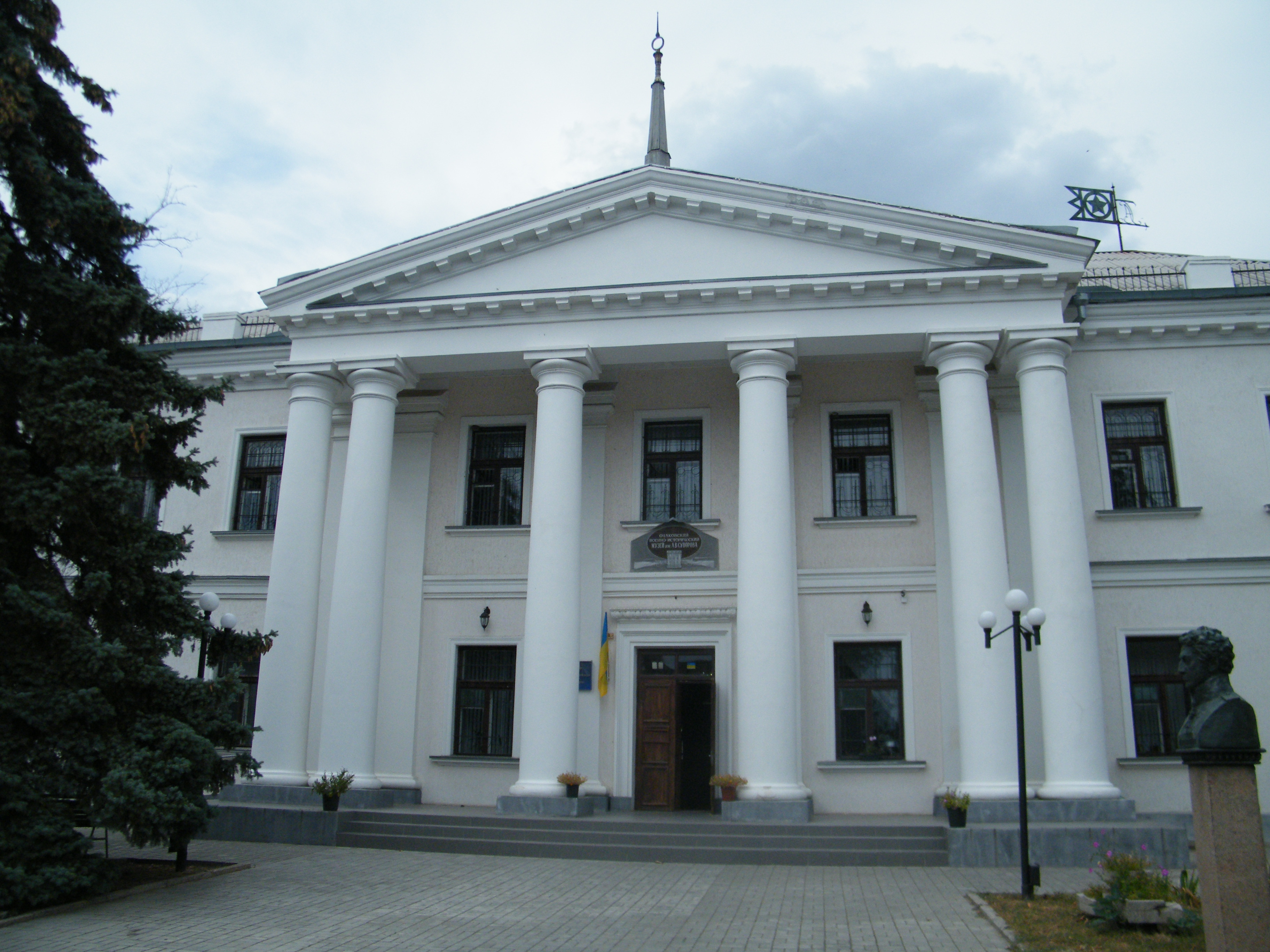
Museo de Historia Militar de Ochákov
Edificio administrativo local
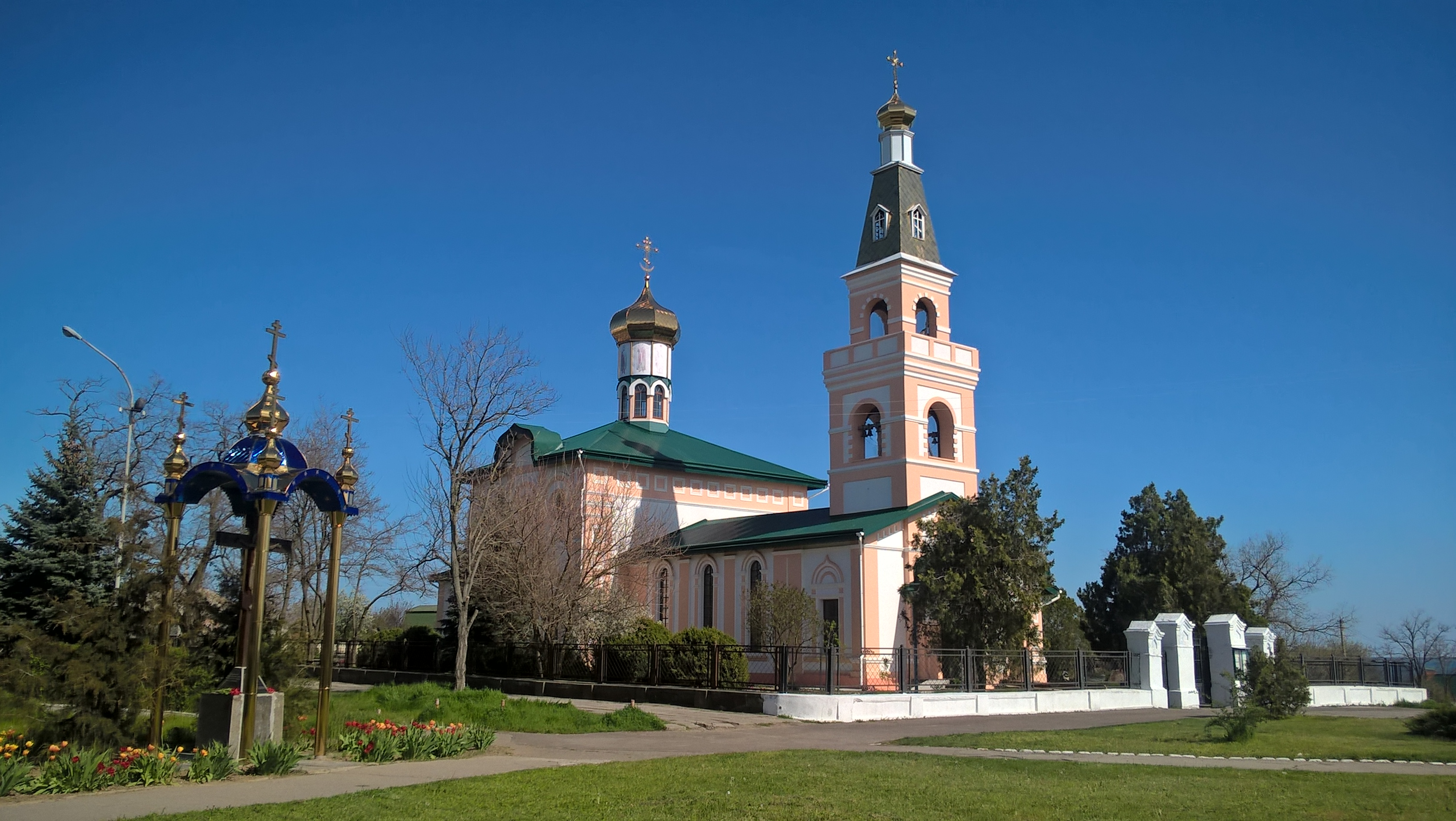
Iglesia de San Nicolás de Ochákov
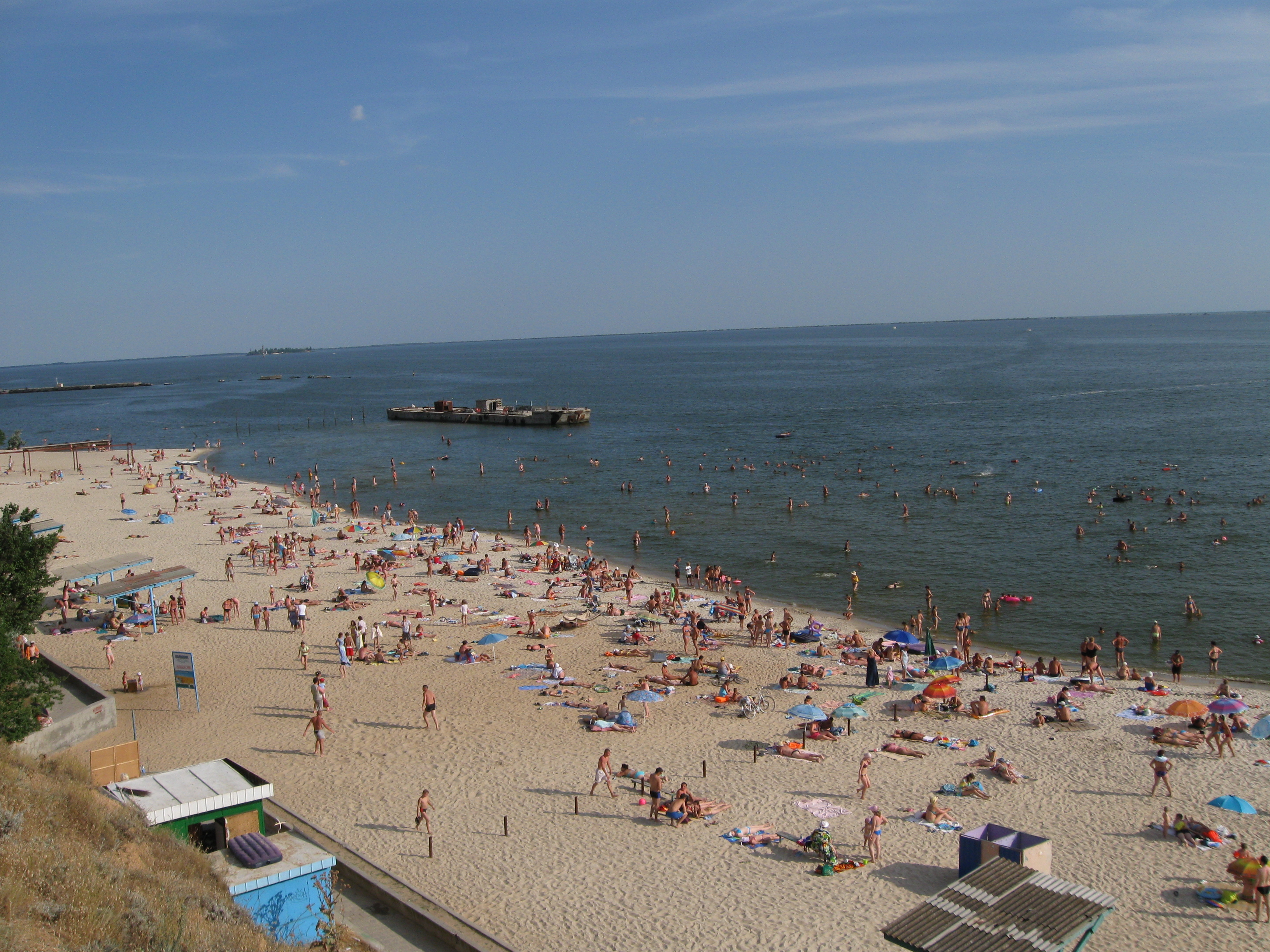
Playa local